# Leptotyphlops scutifrons
Espèce
Synonymes
- Stenostoma scutifrons Peters, 1854
- Glauconia okahandjana Ahl, 1924

Leptotyphlops scutifrons est une espèce de serpents de la famille des Leptotyphlopidae.

## Répartition
Cette espèce se rencontre en Afrique du Sud, au Swaziland, en Namibie, en Angola, au Botswana, au Zimbabwe, au Mozambique, au Malawi, en Zambie et dans le sud de la Tanzanie.

## Taxinomie
Les sous-espèces Leptotyphlops scutifrons pitmani et Leptotyphlops scutifrons merkeri ont été élevées au rang d'espèce.

## Publication originale
- Peters, 1854 : Diagnosen neuer Batrachier, welche zusammen mit der früher (24. Juli und 17. August) gegebenen Übersicht der Schlangen und Eidechsen mitgetheilt werden. Bericht über die zur Bekanntmachung geeigneten Verhandlungen der Königlich preussischen Akademie der Wissenschaften zu Berlin, vol. 1854, p. 614-628 (texte intégral).